# Savon au fiel

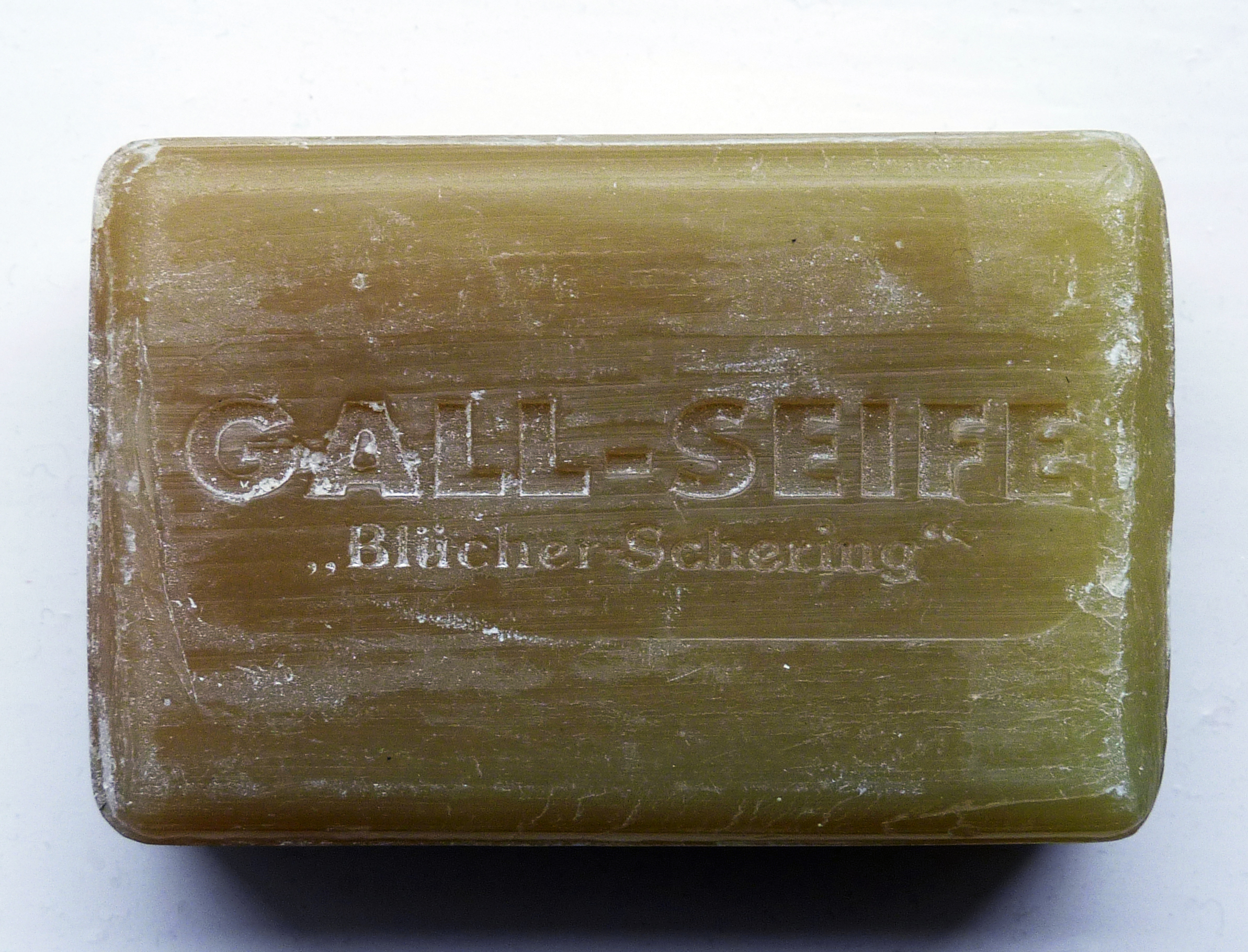
Savon au fiel

Le savon au fiel (ou « savon de fiel ») est un savon à détacher fait de savon de Marseille et de fiel de bœuf.

## Propriétés dégraissantes du fiel
La bile, ou fiel, est, dans certaines cultures, un substitut du savon. Jouissant de la propriété de dissoudre les matières grasses, elle était traditionnellement préférée au savon pour le dégraissage de la laine et considérée moins agressive pour les couleurs. Le chimiste Cadet observe en 1767 que la bile est « un véritable savon » et L'Encyclopédie note, à l'article « Bile », que « le fiel de bœuf fait tout ce que le meilleur savon pourrait faire ». Encore faut-il préciser qu'il s'agit des vertus dégraissantes et non nettoyantes du savon. On observait toutefois que, s'il offrait l'avantage de ne pas altérer les couleurs plus délicates, le fiel présentait l'inconvénient de donner souvent aux tissus une odeur nauséabonde. Ce n'est qu'au milieu du XIXe siècle qu'on trouva le moyen de le débarrasser de son odeur en le mélangeant à de l'éther. Son usage contemporain est associé à l'écocitoyenneté.

## Composition
Le savon au fiel est traditionnellement composé de deux parties de savon de Marseille et d'une partie de fiel de bœuf, auxquelles on ajoute du miel, du sucre et de la térébenthine. On remplace parfois le savon de Marseille par du savon de noix de coco, ou l'on ajoute de l'argile smectique à la composition.

## Autres usages

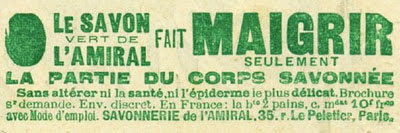
Un usage métonymique du fiel, par effet magique supposé de la similarité.

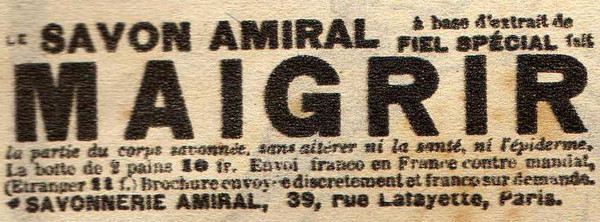
Publicité (1916).

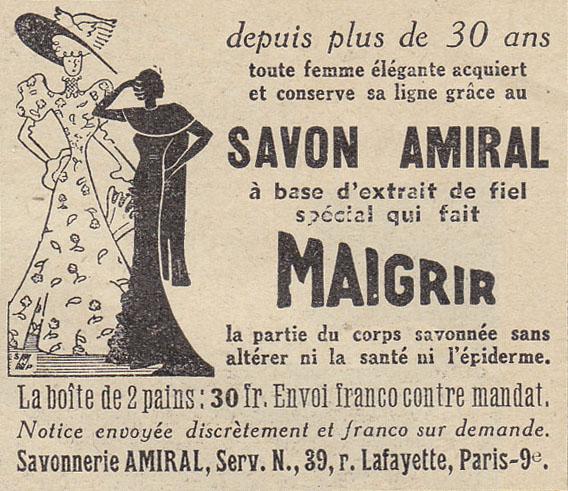
Publicité (1937).

Le « savon vert de l'Amiral » fut mis au point en 1897, par le chimiste français Louis Encausse, qui s'était précédemment fait connaître pour son très contesté générateur de vapeur, censé favoriser l'absorption de substances médicamenteuses par l'intermédiaire de la peau. La publicité du savon, commercialisé par son fils Gérard, médecin plus connu sous le nom de Papus, et sa fille Louise, promettait de faire maigrir les parties savonnées. De couleur verte, il contenait environ 5 % de fiel de bœuf et présentait une odeur « aromatique très agréable ». Selon le docteur Gérard Encausse, qui s'appuyait sur la thèse de son père sur l'absorption cutanée des médicaments, ce savon « favorisait l'absorption de la bile par la peau et son action pouvait s'exercer directement sur le tissu adipeux ».